# Beaumont-en-Argonne
Beaumont-en-Argonne – miejscowość i gmina we Francji, w regionie Grand Est, w departamencie Ardeny.
Według danych na rok 1990 gminę zamieszkiwało 490 osób, a gęstość zaludnienia wynosiła 16 osób/km².

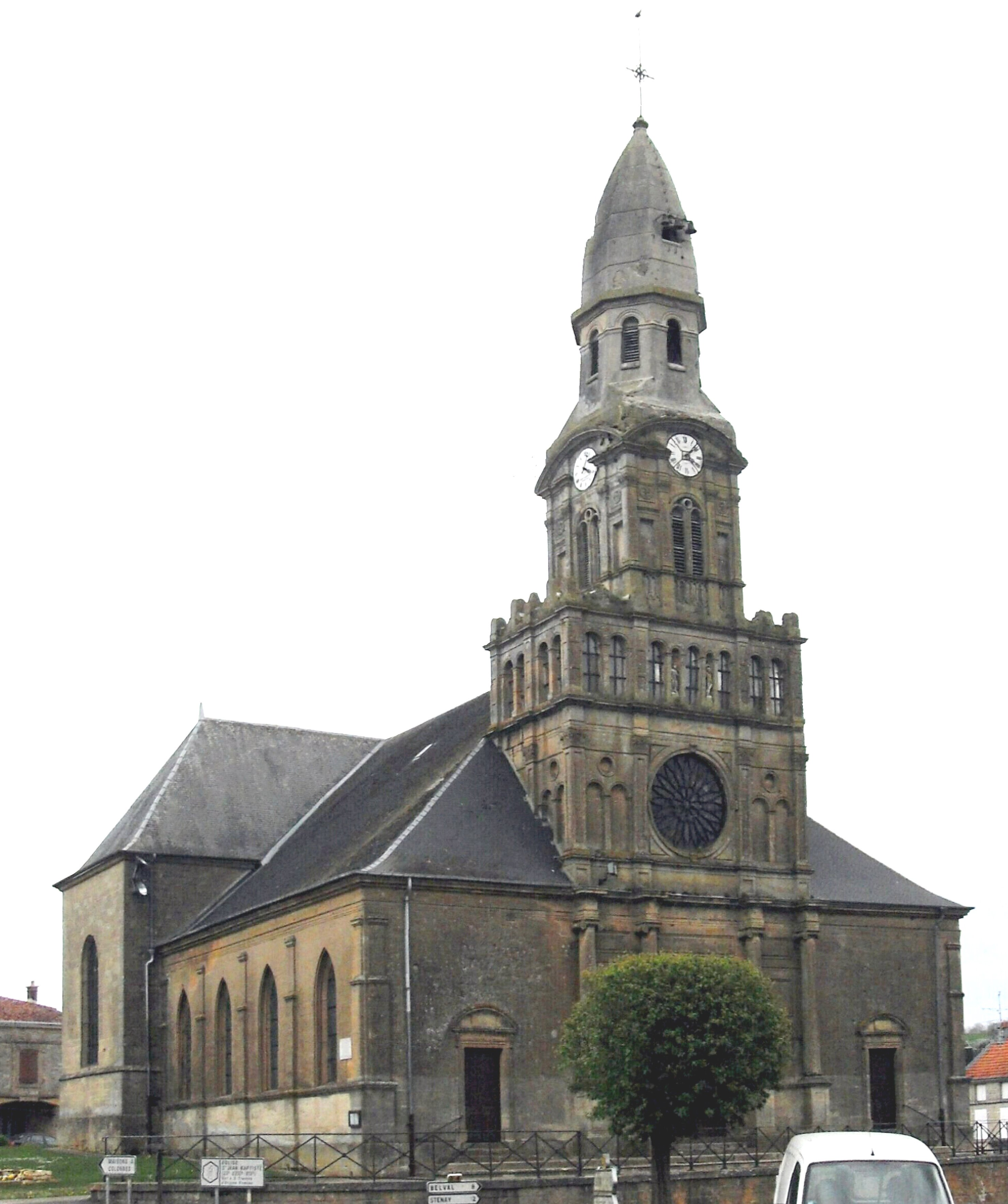
Kościół w Beaumont-en-Argonne, 2010
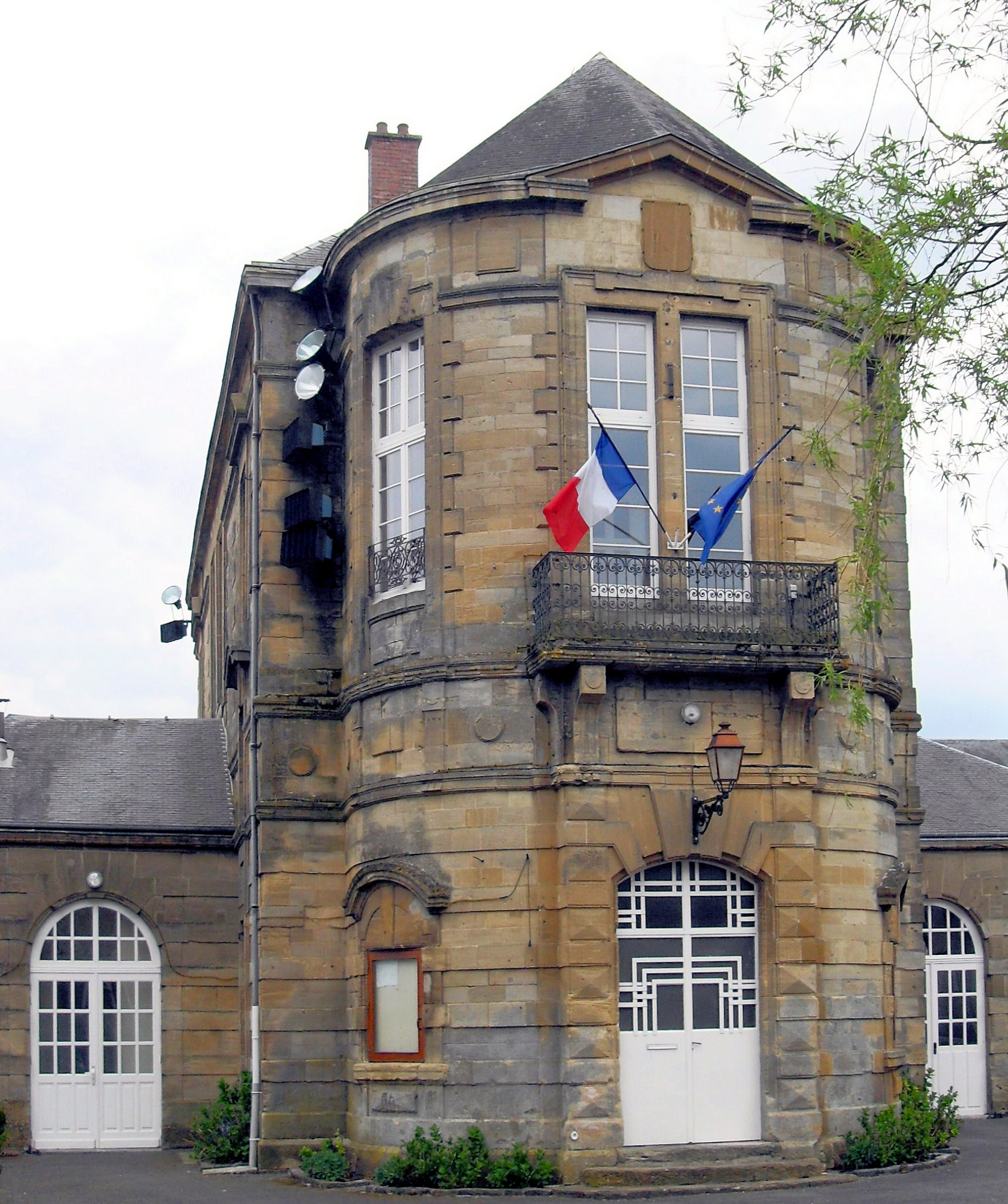
Ratusz w Beaumont-en-Argonne, 2010